# Why Not (песма)
Why Not је први званично објављен сингл америчке певачице Хилари Даф. Песма се налази на њеном албуму првенцу . Пре него што је званично објављена, песма се појавила и у филму Лизи Мекгвајер, на чијем се саундтреку такође налази. Спот за ову песму снимљен је у Лос Анђелесу. Поред тога, спот садржи и сцене из филма Лизи Мекгвајер. Спот је премијерно приказан на Дизни каналу, и тада га је видело 3.200.000 гледалаца. У попунарној америчкој музичкој емисији Total Request Live, песма је дебитовала првог дана на шестом месту.

## Списак песама
1. - 02:59

Аустралијско и новозеландско издање
1. - 02:59
2. - 02:50
3. - 03:06
4. - 02:59

Британско издање
1. - 02:59
2. - 03:34